# William Baziotes
William Baziotes (Pittsburgh, 11 juni 1912 – New York, 6 juni 1963) was een Amerikaans kunstschilder die vanaf het eerste begin, in de jaren veertig van de 20e eeuw, betrokken was bij de ontwikkeling van het abstract expressionisme in New York. Hij heeft als schilder niet de statuur van de kunstenaars met wie hij in de jaren dertig en veertig omging. Hij is, net als Robert Motherwell en Arshile Gorky, een exponent van de surrealistische kant van het abstract expressionisme.
Baziotes groeide op in Reading, Pennsylvania. In 1933 verhuisde hij, door vrienden aangemoedigd om zijn schilderstalenten te ontwikkelen, naar New York, waar hij drie jaar studeerde op de National Academy of Design. Van 1936 tot 1938 werkte hij voor het Federal Art Project op de 'ezeldivisie' en tot '41 als docent in de Art Teaching Division.
In 1940 had Baziotes de surrealisten leren kennen die naar Amerika uitgeweken waren voor de Tweede Wereldoorlog, onder wie Roberto Matta. Het jaar erop leerde hij via Matta Robert Motherwell kennen, die hij weer voorstelde aan de kunstenaars die hij op het Federal Art Project had ontmoet, zoals Jackson Pollock en Willem de Kooning. Baziotes werd sterk beïnvloed door de Europese surrealisten, door het werk van Joan Miró, en de poëzie van Charles Baudelaire en de Franse symbolisten. Vanaf 1941 begon hij te experimenteren met surrealistische technieken, zoals automatisch schilderen. Daarnaast verdiepte hij zich ook in het synthetisch kubisme. Er ontstonden oervormen in zijn schilderijen - archetypes en universele symbolen die zich volgens de theorie in een laag onder het bewustzijn bevinden - die hij zou onderzoeken tot aan zijn dood in 1963.

## "The Subjects of the Artist"

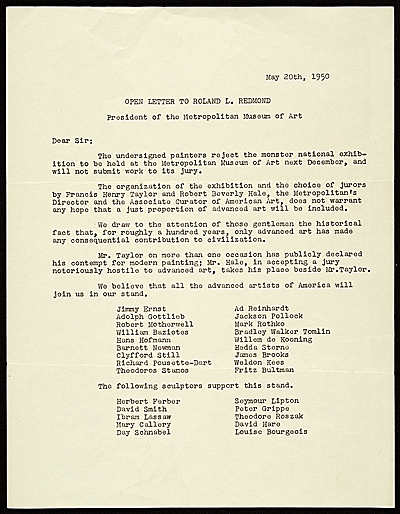
In een "OPEN LETTER TO ROLAND L. REDMOND", gepubliceerd op de voorpagina van The Times gericht tot de president van het Metropolitan Museum of Art verzetten de kunstenaars zich tegen de tentoonstelling "American Painting Today" in 1950.

In 1948 stichtte Baziotes de "Subject of the Artist"- school, een 'werkgroep' die geïnitieerd was door Clyfford Still die al voor de start was afgehaakt (zie ook: Clyfford Still. H2.1 "The Subjects of the Artist"). De school was bedoeld om jonge kunststudenten (het werden er zo'n twaalf) in een ateliersfeer te laten begeleiden door actieve kunstenaars, met name Robert Motherwell, David Hare, Mark Rothko, en Baziotes zelf. De school bestond maar een jaar, en werd rond 1950 een kunstenaarsclub voor iedereen in New York die geïnteresseerd was in avant-gardekunst. Na de school doceerde Baziotes aan verschillende kunstopleidingen, onder andere van 1952 tot 1962 op het Hunter College in New York.

## Exposities
Baziotes exposeerde in 1942 op de "First Papers of Surrealisme"-tentoonstelling in de Whitelaw Raid Mansion in New York, samen met Robert Motherwell en David Hare. In 1944 had hij zijn eerste solotentoonstelling in de Art of This Century Gallery in New York. In 1952 was Baziotes (inmiddels verhuisd naar de galerie van Sam Kootz) vertegenwoordigd op de expositie "Fifteen Americans" van Dorothy Miller in het Museum of Modern Art, samen met onder andere Pollock en Rothko. In 1962 was hij een van de deelnemers aan de expositie van Sydney Janis "Ten American Painters". In 1965 werd een In Memoriam-tentoonstelling van Baziotes' werk gegeven in het Solomon R. Guggenheim Museum in New York.